# 新潟市立西川中学校
新潟市立西川中学校（にいがたしりつ にしかわちゅうがっこう）は、新潟県西蒲区曽根にある公立中学校。

## 概要
- 当校へは、旧西川地域三小学校から生徒が入学する。

## 沿革
- 1976年（昭和51年）4月1日 - 西川町立曽郷中学校と西川町立升潟中学校が条例改正により統合設立[1]。
- 2005年（平成17年）3月21日 - 西川町の新潟市合併により新潟市立西川中学校と改称。
- 2016年（平成28年）創立40周年を迎える。この年の行事には、40周年を記念した様々な取り組みが行われた。

## 生徒数
- 2011年4月6日時点では、男女総計378名。
- 2016年4月28日時点では、男女総計292名。

## 部活動
- 野球部
- 陸上競技部
- 女子ソフトテニス部
- バレーボール部
- 男子バスケットボール部
- 女子バスケットボール部
- 男子卓球部
- 女子卓球部
- 特設水泳部
- サッカー部
- 吹奏楽部
- 美術部

## 地域との関わり
- 毎年「530運動」と称し、当校に通う生徒の学区でゴミ拾いのボランティア活動を行っている。
- 地元の「西川祭り」の民謡流しには、生徒会本部の生徒が手作りの山車を引いて参加している。

## 通学区域
#外部リンクを参照。

### 進学前小学校
- 新潟市立曽根小学校
- 新潟市立鎧郷小学校
- 新潟市立升潟小学校

## 交通
- JR東日本越後線越後曽根駅より徒歩10分。